# 丛林夜鹰
丛林夜鹰（学名：Caprimulgus indicus），俗稱蚊母、吐蚊鳥或貼樹皮，古稱鷏，为夜鹰科夜鹰属的鸟类。该物种的模式产地在印度。

## 描述

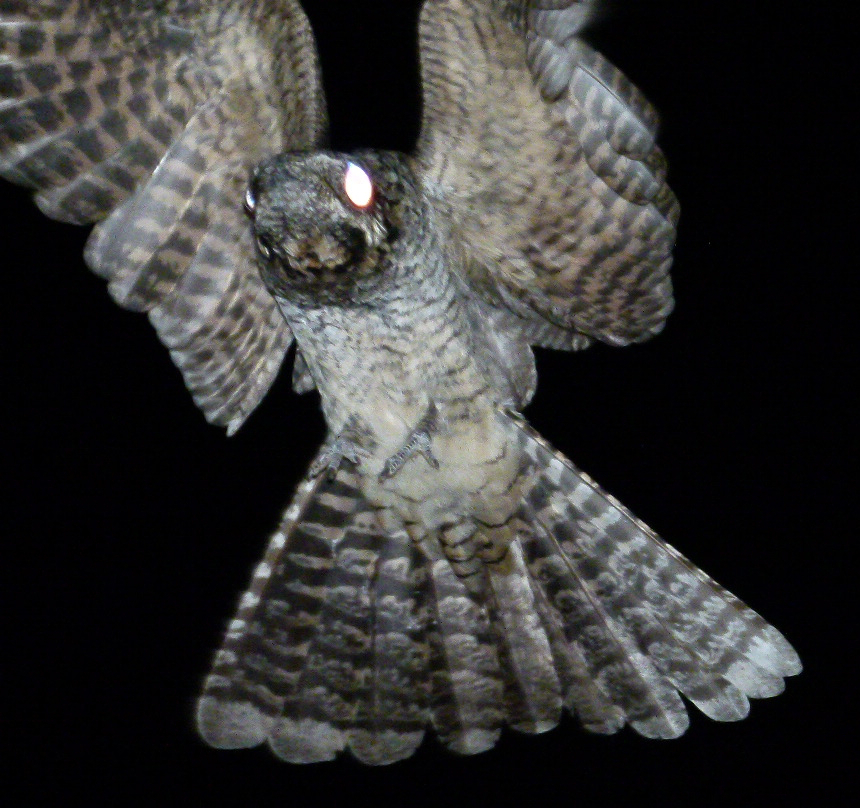
飛行中的丛林夜鹰 (Western Ghats)

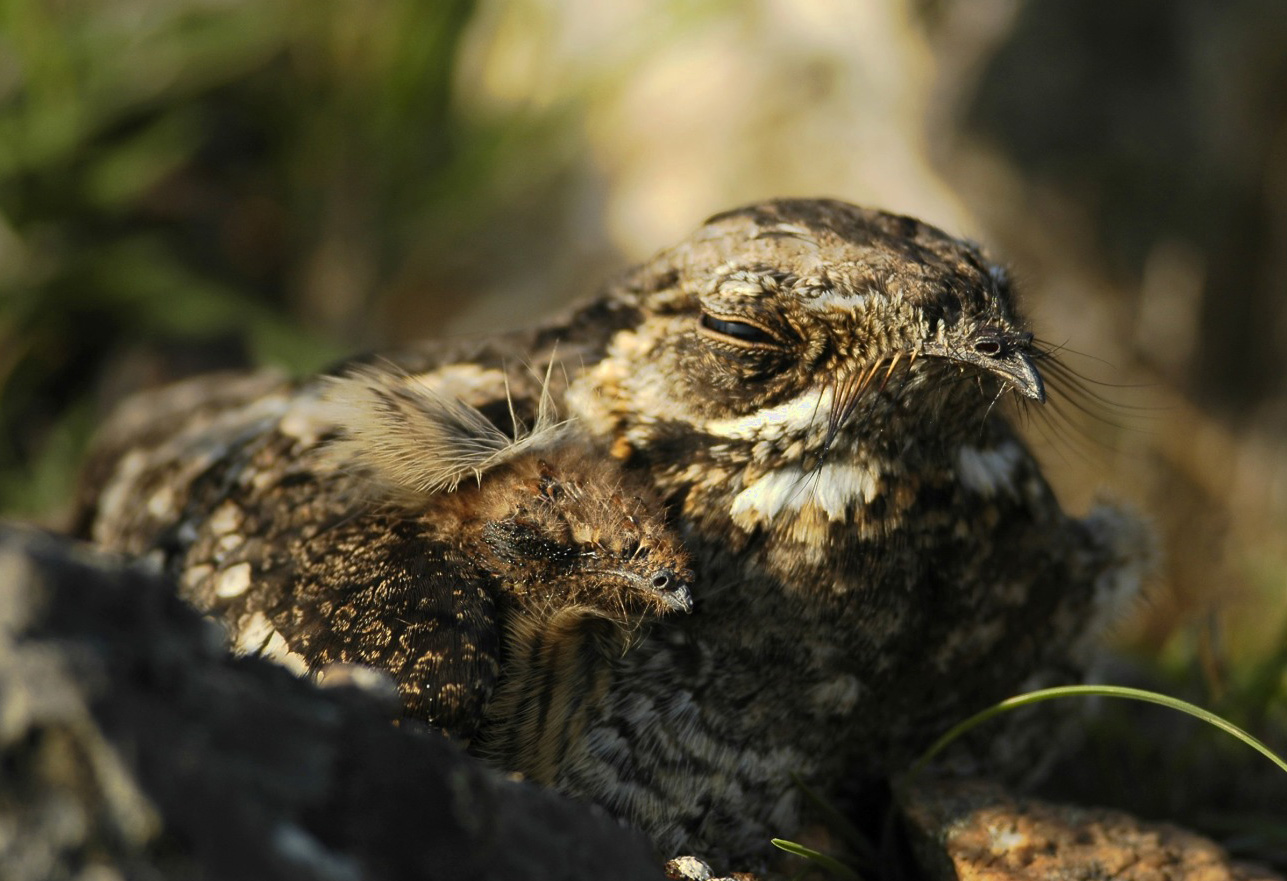
與雛鳥在一起，攝於Bandipur National Park

丛林夜鹰身長為21-24cm，其斯里蘭卡亞種（英文名稱：kelaarti）體型較小。丛林夜鹰身體大部分為灰色，在冠上有黑色條紋，在其翅上沒有紅褐色的、鮮艷的斑點。其尾呈灰色，帶有分開的黑色窄條紋。雄性在頸部中間位置間有白色斑點，雌性頸部有紅褐色斑點和“submoustachial”色的條紋。丛林夜鹰通常的叫聲為“thacoo”或“chuck”（均爲英文擬聲詞，下同），它們通常以每兩秒五次的頻率重複上述叫聲。
如同在遠處傳來的引擎聲。
除此之外丛林夜鹰還會“唱歌”，歌聲由“FWik-m”組成，通常舒緩而又有槼律，如此重複十秒。這樣的“歌聲”有時會以急促的“foo-foo”聲（如同向著一個空瓶瓶口吹氣一般）結尾。另外，一種被描述爲是丛林夜鹰的“uk-krukroo”聲由Ali and Ripley記載，但這種聲音其實是东方角鸮的叫聲

## 分类

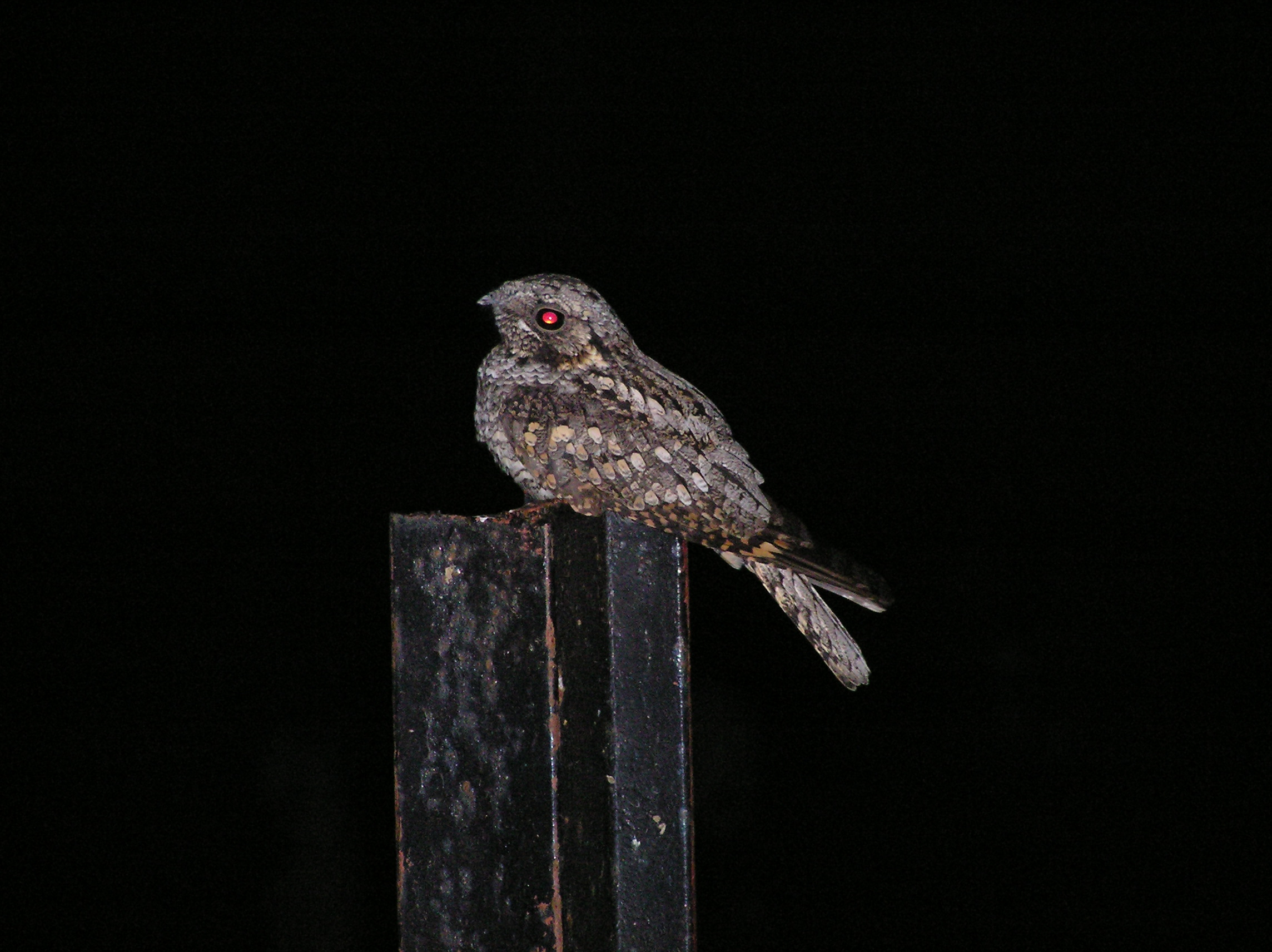
Jungle nightjar in Karnataka

丛林夜鹰包含以下亚种：
- ：分布于喜马拉雅山以南的印度半岛。
- ：分布于斯里兰卡。[9]

和两亚种已分为单独的物种普通夜鹰。

## 行爲
丛林夜鹰在黃昏時變得活躍，通常會在丘陵或灌木叢之上，會有规律地挑一個自己最喜歡的突出、裸露的杆子或石頭栖息。丛林夜鹰也会樹林中休息，例如在樹枝上縱向休憩。

在印度生活的丛林夜鹰交配季節為一月至六月；位於斯里蘭卡的是三月至七月。它們的窩即爲在地上一個裸露的坑，雌性會在其中產卵。 
雌性與雄性都會參與孵卵，大約持續16至17天。